# Champfleury (Aube)
Champfleury è un comune francese di 160 abitanti situato nel dipartimento dell'Aube nella regione del Grand Est.

## Società

### Evoluzione demografica
Abitanti censiti